# 南川駅
南川駅（ナムチョンえき）は、大韓民国釜山広域市水営区にある釜山交通公社2号線の駅である。駅番号は211。「KBS・水営区庁」を副駅名としている・

## 駅構造
相対式ホーム2面2線の地下駅。フルスクリーンタイプのホームドアが設置されている。出入口は4箇所に設けられている。

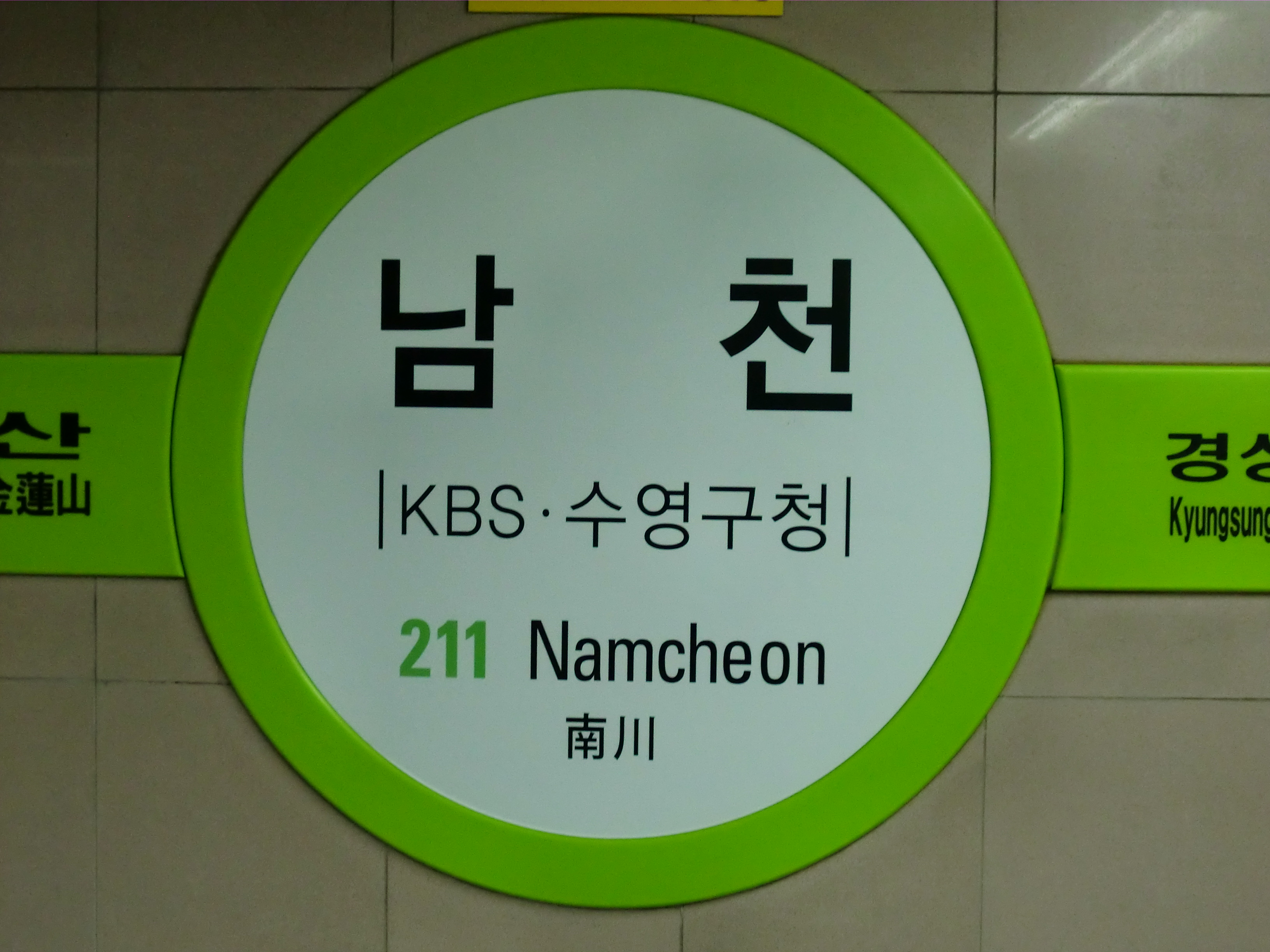
駅名標

### のりば
| 上り | 2号線 | 萇山方面 |
| 下り | 2号線 | 梁山方面 |

## 歴史
- 2001年8月8日 - 開業。

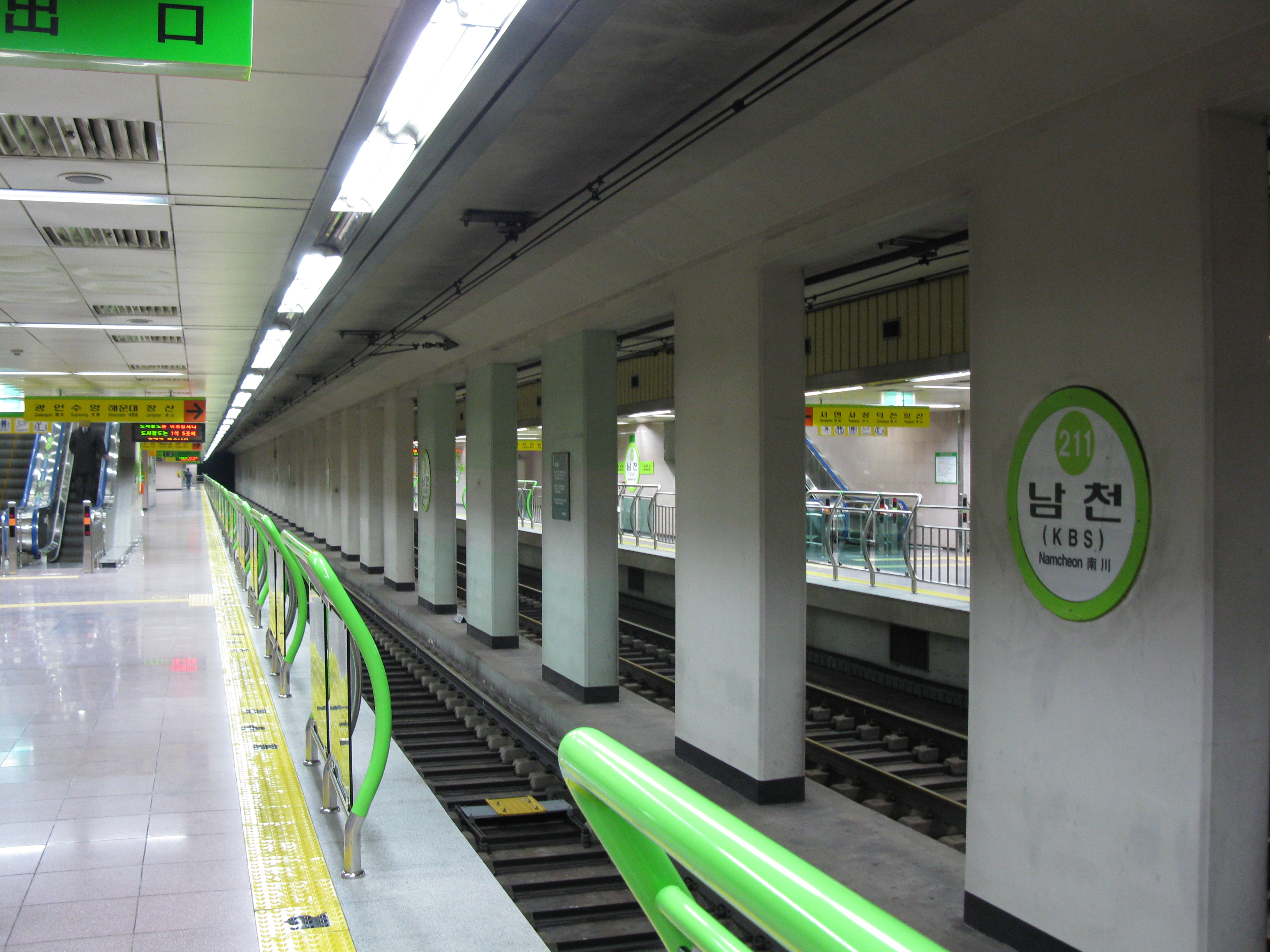
ホームドア設置前（2009年2月）

## 駅周辺
- 水営区庁
- KBS釜山放送総局
- 南釜山登記所
- 南川初等学校
- 中小企業銀行南川洞支店
- 釜山銀行南川洞支店
- カトリック教会釜山教区

## 隣の駅
釜山交通公社
 2号線
金蓮山駅 (210) - 南川駅 (211) - 慶星大・釜慶大駅 (212)